# Matthew Taylor (Sporthistoriker)
Matthew Taylor ist ein britischer Sporthistoriker. Er ist Professor der Geschichte an der De Montfort University, Leicester.

## Ausbildung
Matthew Taylor studierte History and Politics mit einem Abschluss als Bachelor of Arts 1993 an der University of York. 1997 verlieh im die De Montfort University einen PhD Abschluss in Geschichte.

## Leben
Als Sozialhistoriker mit Fachkenntnissen in der Geschichte des Sports und der Freizeitgestaltung konzentriert sich seine Forschung auf eine Reihe von Themen im Zusammenhang mit der Entwicklung des Sports in Großbritannien, Europa und der ganzen Welt. Er hat zahlreiche Publikationen zu diesem Thema veröffentlicht. Sein Werk The Association Game: A History of British Football, Longman, 2008 ist die erste allgemeine Studie zur Geschichte und Geschichtsschreibung des britischen Fußballs. Football: A Short History, Shire Books, 2011 adaptierte und fasste diese Forschungsergebnisse für ein allgemeines Publikum zusammen.
Er hat Sonderausgaben zur Geschichte des Sports für das London Journal, das Journal of Global History und Labor History herausgegeben. Er hat zahlreiche Vorträge auf internationalen Konferenzen gehalten, Beiträge für internationale Enzyklopädien verfasst und Rezensionen für führende Zeitschriften und Buchverlage verfasst. Weitere Forschungsinteressen sind die Geschichte des Boxsports für Männer und Frauen, Sport, Biografien und Autobiografien sowie Mass Observation-Schriften zu Sport und Freizeit. Derzeit schreibt er „Sport in World History“ für die Buchreihe „Themes in World History“ von Routledge und gibt eine Sonderausgabe für History zum Thema „Sport and Social History“ heraus. Darüber hinaus plant er eine umfassende Sozial- und Kulturgeschichte des Fußballs in England zwischen 1945 und 1985.
Professor Taylor war von 2009 bis 2014 Chefredakteur der Fachzeitschrift „Sport in History“ (Taylor & Francis) und ist Mitherausgeber der Peter-Lang-Buchreihe „Sport, History and Culture“. Er ist Mitglied der Redaktion des „International Journal of the History of Sport“ (Taylor & Francis), und des „Nordic Sport Science Forum“ sowie des International Board of Scholars des International Football Institute an der University of Central Lancashire. Er hat für Publikationen wie das BBC History Magazine, das Prospect Magazine und das Fussballmagazin When Saturday Comes geschrieben, eine Reihe von öffentlichen Vorträgen gehalten und sich an Mediendiskussionen über die Geschichte des Sports und der Sportkultur beteiligt. Er koordiniert die Rubrik „Football Pioneers“ der De Montfort University im Leicester City FC Matchday Magazine und schreibt regelmäßig für das Oxford Dictionary of National Biography.
Er lehrt Geschichte am Internationalen Zentrum für Sportgeschichte und -kultur (International Centre for Sports History and Culture) an der School of Humanities der De Montfort University. Seine Lehrthemen sind: Britische Sozial- und Kulturgeschichte des 19. und 20. Jahrhunderts; Historische Methoden und Geschichtswissenschaft; Sport und Freizeit in Großbritannien, Europa und den USA.

## Auszeichnungen und Nominierungen
- Sport and the Home Front: Wartime Britain at Play, 1939-45 (Routledge, 2020), nominiert für den North American Society for Sports History (NASSH) Monograph Award, 2021 und den British Society of Sports History (BSSH) Aberdare Literary Prize für Sportgeschichte, 2021.[1]
- The Association Game: A History of British Football (Longman, 2008), nominiert für den Aberdare Literary Prize for Sports History 2009.[1]
- Gewinner des Sport in History Best Article Award, 2020-21, für Rafaelle Nicholson and Matthew Taylor, 'Women, Sport and the People's War, 1939-45', 40: 4, 2020, S. 552-575.[1]
- Gewinner des Journal of Sport History Best Article Award, 2008, für 'From Source to Subject: Sport, History and Autobiography', 35:3 (Fall, 2008), S. 469-491.[1]

## Publikationen (Auswahl)
- 'Grand Little Ambassadors': Schoolboy Football in Mid-Twentieth Century England and Wales, Soccer & Society, 26 (4), 2025, S. 654-671, ISSN 1466-0970 (https://doi.org/10.1080/14660970.2025.2481794).
- World of Sport. Transnational and Connected Histories, 2024.[1]
- Sport and the Home Front: Wartime Britain at Play, 1939-45, Routledge, 2020.[1]
- Football: A Short History, Shire Books, 2011.[1]
- The Association Game: A History of British Football, Longman, 2008.[1]
- The Leaguers: The Making of Professional Football in England, 1900-1939, Liverpool University Press, 2005.[1]
- mit Pierre Lanfranchi: Moving With the Ball: The Migration of Professional Footballers, Berg, 2001.[1]
- Matthew Taylor, Richard Holt, Fiona Skillen (Hrsg.): Sport, History and Culture[2]